# Sendim da Serra
Sendim da Serra é uma povoação portuguesa do Município de Alfândega da Fé que foi sede da extinta Freguesia de Sendim da Serra, freguesia que tinha 11,03 km² de área e 91 habitantes (2011), e, portanto, uma densidade populacional de 8,3 hab/km².
A Freguesia de Sendim da Serra foi extinta (agregada) em 2013, no âmbito de uma reforma administrativa nacional, tendo sido agregada à freguesia de Ferradosa, para formar uma nova freguesia denominada União das Freguesias de Ferradosa e Sendim da Serra com sede em Ferradosa.

## Etimologia e História
Diz-nos Pinho Leal, "a todas as freguesias a que hoje se dá o nome de Sendim e Sindim, se chamava antigamente Sandim".
Sande, Sandiães (Sandeães), Sandim, Sendim, Sindim (arcaico), Sinde, ou as variantes galegas, asturianas e leonesas Sandín e Sendín são toponímicos foneticamente próximos extremamente comuns nos territórios da Galécia, como Sande em Lamego, ou mesmo o vizinho de Sendim da Serra, Sendim da Ribeira. Um pouco mais a Sul, encontramos Sinde em Tábua.
Teoriza-se então que, pelo menos para Sinde e Sendim, incluso Sendim da Serra, viriam do baixo-latim [villa] Sindini, que por sua vez vêm do germânico Sinþ ("caminho"), depois Sandini. O -im vem de -eins, que designa a proveniência ou a propriedade (já, segundo Almeida Fernandes e Maria Piel, Sande e semelhantes teriam outra origem latino-germânica).
Mas Pinho Leal contrapõe, em particular aos semelhantes topónimos na Beira Alta (separando os étimos dos beirões Sandim, Sendim, Sindim como sendo topónimos de origem árabe), que viriam sim de Zadam-Iben-Huim, vali de Lamego, governante ajuramentado aos Aftácidas do taifa de Badajoz até à conquista de Lamego em 1057 por Fernando Magno de Leão e da Galiza (cerco que resultou na chacina e escravatura de muita da população árabe local). Seria até então um "mouro (...) poderosíssimo, e povoou muitos lugares da Beira Alta".

## População
| População da freguesia de Sendim da Serra (1864 – 2011) | População da freguesia de Sendim da Serra (1864 – 2011) | População da freguesia de Sendim da Serra (1864 – 2011) | População da freguesia de Sendim da Serra (1864 – 2011) | População da freguesia de Sendim da Serra (1864 – 2011) | População da freguesia de Sendim da Serra (1864 – 2011) | População da freguesia de Sendim da Serra (1864 – 2011) | População da freguesia de Sendim da Serra (1864 – 2011) | População da freguesia de Sendim da Serra (1864 – 2011) | População da freguesia de Sendim da Serra (1864 – 2011) | População da freguesia de Sendim da Serra (1864 – 2011) | População da freguesia de Sendim da Serra (1864 – 2011) | População da freguesia de Sendim da Serra (1864 – 2011) | População da freguesia de Sendim da Serra (1864 – 2011) | População da freguesia de Sendim da Serra (1864 – 2011) |
| ------------------------------------------------------- | ------------------------------------------------------- | ------------------------------------------------------- | ------------------------------------------------------- | ------------------------------------------------------- | ------------------------------------------------------- | ------------------------------------------------------- | ------------------------------------------------------- | ------------------------------------------------------- | ------------------------------------------------------- | ------------------------------------------------------- | ------------------------------------------------------- | ------------------------------------------------------- | ------------------------------------------------------- | ------------------------------------------------------- |
| 1864                                                    | 1878                                                    | 1890                                                    | 1900                                                    | 1911                                                    | 1920                                                    | 1930                                                    | 1940                                                    | 1950                                                    | 1960                                                    | 1970                                                    | 1981                                                    | 1991                                                    | 2001                                                    | 2011                                                    |
| 271                                                     | 246                                                     | 193                                                     | 226                                                     | 260                                                     | 218                                                     | 218                                                     | 219                                                     | 210                                                     | 194                                                     | 175                                                     | 174                                                     | 151                                                     | 110                                                     | 91                                                      |

## Património
- Capela de Nossa Senhora de Jerusalém